# World News Now
World News Now est une émission d'information nocturne de la chaîne American Broadcasting Company. 

## Historique
Fin 1991, début 1992, les grands réseaux américains lancent des émissions d'informations durant la nuit afin de concurrencer la chaîne CNN qui propose une diffusion en continu de l'information. CBS lance Up to the Minute, NBC lance Nightside et ABC commence une émission d'abord intitulée  World News Overnight mais renommée World News Now avant la première diffusion.
Au milieu de l'année 1992, la production de World News This Morning (renommée America This Morning en 2006) est regroupée avec celle de World News Now, les présentateurs de l'émission nocturne assurant la présentation de cette édition matinale.

## Présentateurs
- janvier 1992 à mai 1993 : Aaron Brown et Lisa McRee
- mai 1993 à août 1993 : Aaron Brown et Thalia Assuras
- août 1993 à novembre 1994 : Thalia Assuras et Boyd Matson
- novembre 1994 à avril 1996 : Thalia Assuras et Kevin Newman
- avril 1996 à janvier 1997 : Thalia Assuras et Mark Mullen
- janvier 1997 à décembre 1998 : Mark Mullen et Asha Blake
- janvier 1999 à février 2000 : JuJu Chang et Anderson Cooper
- février 2000 à août 2000 : Anderson Cooper et Alison Stewart
- août 2000 à février 2002 : Alison Stewart et Derek McGinty
- février 2002 à juin 2003 : Derek McGinty et Liz Cho
- juillet 2003 à décembre 2003 : Andrea Stassou et David Muir
- décembre 2003 à août 2004 : David Muir et Tamala Edwards
- août 2004 à janvier 2005 : Tamala Edwards et Ron Corning
- janvier 2005 à décembre 2005 : Ron Corning et Heather Cabot
- décembre 2005 à août 2006 : Ron Corning et Taina Hernandez
- août 2006 à février 2007 : Taina Hernandez et Hari Sreenivasan (en)
- février 2007 à décembre 2007 : Taina Hernandez et Ryan Owens
- décembre 2007 à février 2008 : Ryan Owens et en alternance avec Gigi Stone, Christianne Klein et Tanya Rivero
- février 2008 à mars 2008 : Tanya Rivero et en alternance avec Gigi Stone et Christianne Klein
- mars 2008 à mai 2008 : Jeremy Hubbard et en alternance avec Gigi Stone, Christianne Klein, et Tanya Rivero
- mai 2008 à juillet 2010 : Jeremy Hubbard et Vinita Nair
- depuis juillet 2010 : Vinita Nair et Rob Nelson